# Geisel (Fluss)
Die Geisel ist ein Nebenfluss der Saale in Sachsen-Anhalt und Namensgeber des Geiseltals und des Geiseltalsees.

## Verlauf
Die Geisel entspringt in Sankt Micheln, einem Ortsteil der Stadt Mücheln. Die Geiselquelle wird als Überfallquelle bezeichnet und war einmal eine der größten Quellen Mitteldeutschlands. Sie entsteht aus dem Überlaufwasser eines unterirdischen Grundwasserbeckens, welches unter den Muschelkalkhöhen von St. Micheln liegt. Die Quelle befindet sich auf einer geographischen Höhe von 145 m ü. NN. Der Flusslauf ist knapp 24 km lang und mündet in Merseburg in den Gotthardteich, dessen Abfluss, die Klia, nördlich der Dompropstei in die Saale mündet. Hier beträgt die geographische Höhe 86 m ü. NN.

## Geschichte
Die ursprüngliche Mündung der Geisel in die Saale befand sich südlich der heutigen Neumarktbrücke, etwa im Bereich der Oelgrube (auch bekannt als 'Aalgrube'). Mit der Besiedlung der Senke zwischen dem Domberg und dem Sixtihügel wurde der Lauf der Geisel, die durch sumpfiges Gelände verlief, im 19. Jahrhundert kanalisiert und anschließend verrohrt. Der ursprüngliche Verlauf dieses Abflusses ist noch heute an der Südostecke des Gotthardteiches erkennbar.
Entlang des fischreichen Gewässers der Geisel wurden einst zahlreiche Wassermühlen betrieben. Erstmals wurde ihr Verlauf im Jahr 1540 verlegt, um durch eine Abstufung einen reibungslosen Betrieb der Mühlen zu gewährleisten. Aufgrund des fortschreitenden Braunkohleabbaus im offenen Tagebau, der zur Bildung des Geiseltalsees führte, wurde der Verlauf der Geisel von 1938 bis 1965 am Ausgang der Stadt Mücheln noch viermal umgelegt.
Aktuell existieren keine Mühlen entlang der Geisel, und im Jahr 2011 führte das Gewässer nur geringe Wassermengen. Fische sind unterhalb der Quelle nur noch bis nach St. Ulrich im Gewässer anzutreffen.

### An den Ufern
Am rechten Ufer der Geisel entspringen ca. 1 km unterhalb ihres Ursprungs die 12 Apostelquellen, die einige Forellenteiche durchfließen. Am Bachlauf liegt die Kirche und das Wasserschloss von Sankt Ulrich, das einen barocken Schlossgarten hat. Ein Wanderweg führt entlang der Geisel und ist als „Mühlenwanderweg“ gekennzeichnet.

### Namensherkunft
Im Jahr 1203 wird das Gewässer als Geizle zum ersten Mal schriftlich erwähnt. Die Deutung des Namens ist nicht eindeutig. Möglich wäre eine Ableitung mit einem l-Suffix von germanisch *gait(i)- bzw. althochdeutsch geiz für 'Ziege'. Demnach wäre die Bedeutung 'Geißbach' gewesen. Alternativ könnte es einen Zusammenhang mit dem germanischen Verb *gais- für 'antreiben, lebhaft bewegen, bewegt sein' geben und der Name damit Bezug auf die früher zahlreichen Mühlen nehmen.